# 劉文性
劉文性（1915年4月14日—？），越南共和國官員，曾任越南共和國財政部長。

## 生平
1915年4月14日，劉文性出生於法屬印度支那鵝貢省。
早年畢業於美萩學院，1957-62年任預算及外援局副局長，1962年起任預算及外援局局長，1964-65年首次出任財政部長（同時兼任預算及外援局局長），後於1967-69年再次出任財政部長。

## 個人生活
已婚，育有兩子。